# Xiuladora reial
La xiuladora reial (Pachycephala schlegelii) és un ocell de la família dels paquicefàlids (Pachycephalidae).

## Hàbitat i distribució
Habita els boscos de les muntanyes de Nova Guinea, des de la Península de Doberai fins als districtes sud-orientals.